# رافال مايكا
رافال مايكا (بالبولندية: Rafał Majka) مواليد 26 سبتمبر 1989 في محافظة بولندا الصغرى، هو دراج بولندي في صنف سباق الدراجات على الطريق.

## سباقات أو مراحل فاز بها
| التاريخ        | السباق                                                                  | المركز                                                                    |
| -------------- | ----------------------------------------------------------------------- | ------------------------------------------------------------------------- |
| 11 أغسطس 2012  | طواف أين 2012                                                           | السابع في تصنيف النقاط، الثامن في تصنيف الجبال                            |
| 13 أكتوبر 2012 | طواف بكين 2012                                                          | الأول في تصنيف أفضل شاب، السابع في التصنيف العام                          |
| 21 أكتوبر 2012 | كأس اليابان للدراجات 2012                                               |                                                                           |
| 26 مايو 2013   | طواف إيطاليا 2013                                                       | العاشر في تصنيف النقاط، الثاني في تصنيف أفضل شاب، السابع في التصنيف العام |
| 03 أغسطس 2013  | طواف بولندا 2013                                                        | الرابع في التصنيف العام                                                   |
| 15 سبتمبر 2013 | طواف إسبانيا 2013                                                       | المرتبة 19 في التصنيف العام                                               |
| 02 أكتوبر 2013 | ميلانو-تورينو 2013                                                      |                                                                           |
| 06 أكتوبر 2013 | طواف لومبارديا 2013                                                     | الثالث في التصنيف العام                                                   |
| 16 مارس 2014   | باريس-نيس 2014                                                          | التاسع في تصنيف أفضل شاب                                                  |
| 01 يونيو 2014  | طواف إيطاليا 2014                                                       | الثالث في تصنيف أفضل شاب، السادس في التصنيف العام                         |
| 27 يوليو 2014  | سباق طواف فرنسا 2014                                                    | الأول في تصنيف الجبال، السادس في تصنيف أفضل شاب                           |
| 29 يوليو 2014  | 2014 Natourcriterium Roeselare                                          | الفائز في التصنيف العام                                                   |
| 09 أغسطس 2014  | طواف بولندا 2014                                                        | الفائز في التصنيف العام                                                   |
| 01 أكتوبر 2015 | ميلانو-تورينو 2015                                                      |                                                                           |
| 26 يونيو 2016  | سباق الطريق للرجال في بطولة بولندا لسباق الدراجات 2016                  | الفائز في التصنيف العام                                                   |
| 24 يوليو 2016  | طواف فرنسا 2016                                                         | الأول في تصنيف الجبال، العاشر في تصنيف النقاط                             |
| 26 يوليو 2016  | 2016 Natourcriterium Roeselare                                          |                                                                           |
| 06 أغسطس 2016  | ركوب الدراجات في الألعاب الأولمبية الصيفية 2016 – رجال فردي سباق الطريق |                                                                           |
| 18 يونيو 2017  | طواف سلوفينيا 2017                                                      | الفائز في التصنيف العام                                                   |
| 19 يونيو 2022  | طواف سلوفينيا 2022                                                      | الأول في تصنيف الجبال، الثاني في التصنيف العام، الثاني في تصنيف النقاط    |
| 18 أغسطس 2024  | طواف بولندا 2024                                                        | الفائز في تصنيف البلد                                                     |

## روابط خارجية
- رافال مايكا على موقع الاتحاد الدولي للدراجات (الإنجليزية)
- رافال مايكا على موقع أرشيف الدراجات (الإنجليزية)
- رافال مايكا على موقع إحصائيات الدراجات الإحترافية (الإنجليزية)
- رافال مايكا على موقع نسبة الدراجات (الإنجليزية)
- رافال مايكا على موقع CycleBase (الإنجليزية)
- رافال مايكا على موقع اللجنة الأولمبية الدولية (الإنجليزية)
- رافال مايكا على موقع أوليمبيديا (الإنجليزية)
- رافال مايكا على موقع اللجنة الأولمبية البولندية (مؤرشف) (البولندية)
- رافال مايكا على موقع AS.com (الإسبانية)